# Campylopus vesticaulis
Campylopus vesticaulis är en bladmossart som beskrevs av Mitten in Melliss 1875. Campylopus vesticaulis ingår i släktet nervmossor, och familjen Dicranaceae. Inga underarter finns listade i Catalogue of Life.